# Ditrichum ferrugineum
Ditrichum ferrugineum là một loài rêu trong họ Ditrichaceae. Loài này được Wilson Paris mô tả khoa học đầu tiên năm 1896.